# Jurij Szergejevics Gaglojti
Jurij Szergejevics Gaglojti (Chinvali, 1934. október 10. – 2022. március 11.) oszét történész, politikus.

## Életpályája
1934. október 10-én született Dél-Oszétia fővárosában, Chinvaliban. A középiskolát is Chinvaliban végezte, 1953-ban aranyéremmel fejezte be a középiskolát, majd 1953-1958 között a Moszkvai Állami Lomonoszov Egyetem történeti fakultásán folytatta tanulmányait. Egyetemi éveinek befejezése után 1958-ban a Szovjetunió Tudományos Akadémiájának grúziai dél-oszét részlegében kezdett dolgozni.  
1964-től a történettudományok kandidátusa lett. 1974-ben kinevezték a Dél-Oszétiai Pedagógiai Főiskola rektorhelyettesévé, 1975-ben rektorává. 1989. november 7-én az Észak-Oszétia című újságban elsőként ő írt cikket az „oszét nép nemzeti jelképéről”, Dél-Oszétia zászlajáról. 
1996-tól 1998-ig Dél-Oszétia külügyminisztere volt. 1998-tól a Vaneev Dél-Oszét Történelemtudományi Intézet tudományos munkatársa lett. Chinvaliban él.  

## Könyvei
- Az alánok és az oszétek etnogenézisének kérdései [Tbiliszi, 1967] (Аланы и вопросы этногенеза осетин)
- A Nart eposz histográfiájának néhány kérdése [Chinvali, 1974] (Некоторые вопросы историографии Нартского эпоса
- Dél-Oszétia (a névadás kérdéséhez) [Chinvali, 1993] (Южная Осетия К истории названия)
- Dél-Oszétia etnikai történetének problémái [Chinvali, 1996] (Проблемы этнической истории Южной Осетии)
- Alano-georgika. A grúz források Oszétiáról és az oszétekről [Vlagyikavkaz, 2007] (Алано-георгика. Сведение грузинских источников об Осетии и осетинах)